# Schlachtgeschwader 151
Schlachtgeschwader 151 (dobesedno slovensko: Bojni polk 151; kratica SG 151 oz. SchlG 151) je bil jurišni letalski polk (Geschwader) v sestavi nemške Luftwaffe med drugo svetovno vojno; to je bila nadomestna enota.

## Organizacija
- štab
- I. skupina
- II. skupina
- III. skupina
- IV. skupina

## Vodstvo polka
Poveljniki polka (Geschwaderkommodore)
- Oberst Karl Christ: 18. oktober 1943
- Oberst Helmut Bruck: 7. december 1944
- Major Karl Henze: 1. april 1945